# عائشة القذافي
عائشة معمر القذافي ابنة الزعيم الليبي معمر القذافي.، ولدت في العام 1977  من زوجته الحاجة صفية فركاش واختار لها العقيد القذافي اسم والدته المرحومة عائشة بن نيران
و من المعروف عن عائشة القذافي شخصيتها القوية ودفاعها الدائم عن القضايا العربية والإنسانية و حبها لعمل الخير فهي مؤسسة جمعية واعتصموا الخيرية، وتحمل لقب أميرة السلام، وقد أعلنت منظمة الأمم المتحدة سنة 2009 تعيين عائشة معمر القذافي سفيرة للنوايا الحسنة للأمم المتحدة، تكريما لجهودها في قضايا المرأة والطفولة وغيرها.

## التعليم
تخصصت في القانون أثناء تلقيها دراستها الجامعية وحصلت علي الليسانس ثم الماجستير من جامعة الفاتح، وكانت بصدد الحصول على دكتوراه في القانون الدولي عام 2003 من جامعة السوربون بفرنسا حين قررت قطع رسالتها وقالت وقتها "أنه من العبث إضاعة الوقت في دراسة شيء لا وجود له "، في إشارة منها إلى الحرب الأمريكية البريطانية على العراق، وبعد ذلك تحصلت على درجة دكتوراه في القانون الدولي من جامعة المرقب الليبية باعتبارها بنت الزعيم السابق. وصدر عنها كتاب بيوغرافيا سنة 2009 بسويسرا تحت عنوان عائشة معمر القذافي: أميرة السلام.

## الزواج
متزوجة من أحمد القذافي وهو أحد ضباط الجيش، وهو من قبيلة القذاذفة الذي ينتمي إليها والدها العقيد القذافي.